# L'Orée-d'Écouves
L'Orée-d'Écouves es una comuna nueva francesa situada en el departamento de Orne, de la región de Normandía.

## Historia
Fue creada el 1 de enero de 2019, en aplicación de una resolución del prefecto de Orne de 10 de julio de 2018 con la unión de las comunas de Fontenai-les-Louvets, Livaie, Longuenoë y Saint-Didier-sous-Écouves, pasando a estar el ayuntamiento en la antigua comuna de Livaie.

## Demografía
Según los datos aportados en la resolución del prefecto de Orne, la comuna se crea con 736 habitantes.

## Composición
| Comuna fusionada          | Código INSEE | Población (2016) | Superficie (km²) | Densidad (hab./km²) |
| ------------------------- | ------------ | ---------------- | ---------------- | ------------------- |
| Fontenai-les-Louvets      | 61172        | 260              | 18.77            | 14                  |
| Livaie                    | 61228        | 191              | 12.46            | 15                  |
| Longuenoë                 | 61231        | 113              | 4.44             | 25                  |
| Saint-Didier-sous-Écouves | 61383        | 156              | 8.78             | 18                  |